# BC Geographical Names
El BC Geographical Names (anteriormente BC Sistema de Información Geográfico de Nombres  o BCGNIS) es un servicio web y base de datos geográficos para Columbia Británica, Canadá, que es administrado y mantenido por la Subdivisión de Mapeo Base y Servicios Geomáticos de la Oficina Integrada de Administración de Tierras. La base de datos contiene los nombres oficiales de ciudades, montañas, ríos, lagos, y otros sitios geográficos. La base de datos a menudo tiene otra información útil, como la historia de los nombres geográficos, y su uso en historia.